# Leptophloeus alternans
Leptophloeus alternans är en skalbaggsart som först beskrevs av Wilhelm Ferdinand Erichson 1846.  I den svenska databasen Dyntaxa används istället namnet Cryptolestes alternans. Enligt Catalogue of Life ingår Leptophloeus alternans i släktet Leptophloeus och familjen ritsplattbaggar, men enligt Dyntaxa är tillhörigheten istället släktet Cryptolestes och familjen ritsplattbaggar. Arten är reproducerande i Sverige. Inga underarter finns listade i Catalogue of Life.